# Стражник польний литовський
Стражник польний литовський — урядник у Великому Князівстві Литовському. Посада започаткована у XVI столітті. Його обов'язком був нагляд за безпекою на кордоні з Московським царством. З 1635 року був заступником стражника великого литовського.
Стражниками польними литовськими були:

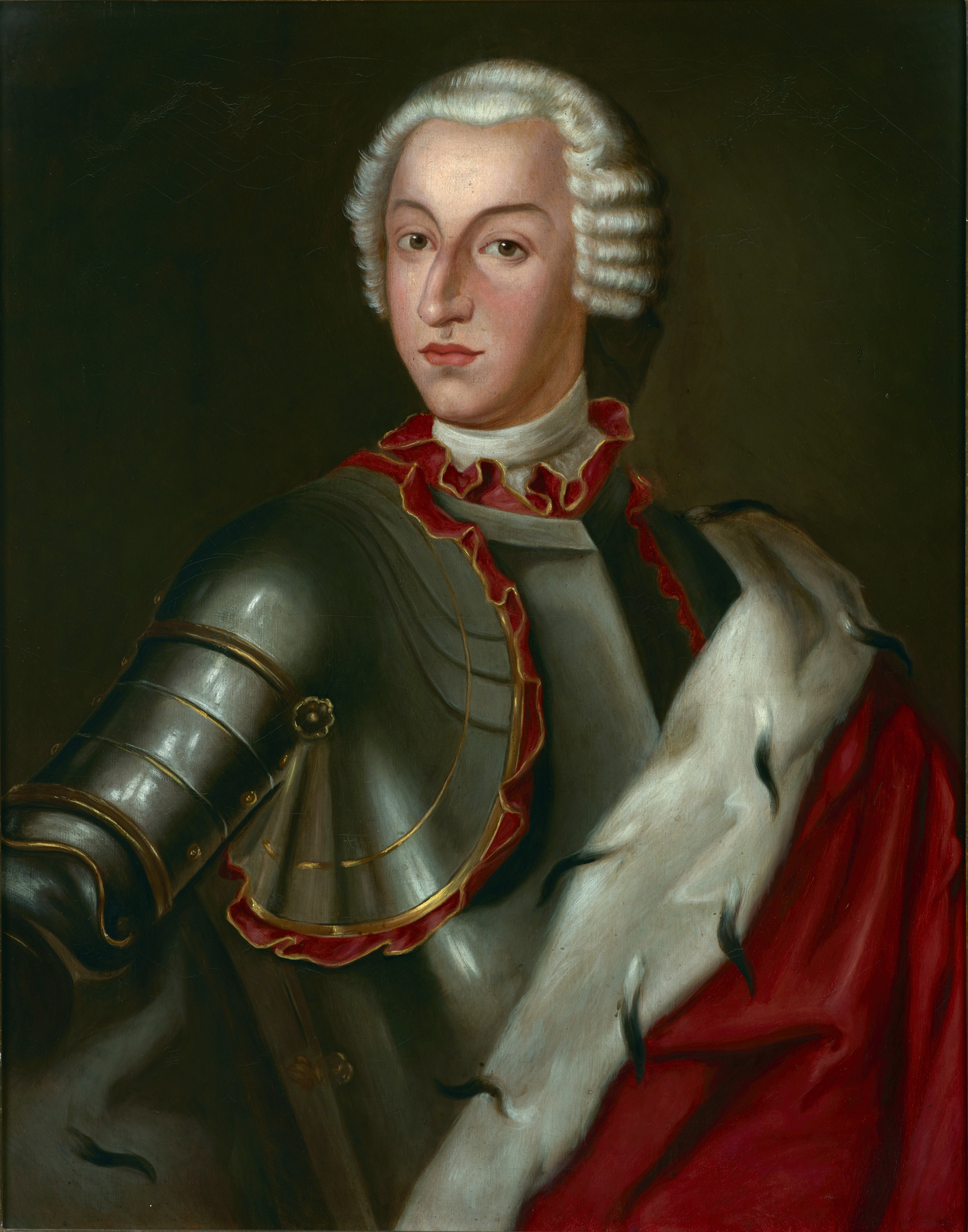
Леон Міхал Радзивілл

- Кшиштоф Вікторин Ворбек-Летов (1662—1678)
- Александр Юрій Ворбек-Летов[be] (1688—1700)
- Даніель Плясковський (?)
- Антоній Новосельський (? — 6.11.1709)
- Казимир Баричевський (1710)
- Міхал Еперіяш[pl] (1710)
- Лукаш Баранович з Ялова (1716—1735)
- Казимир Баранович з Ялова (15.11.1735 — 1744)

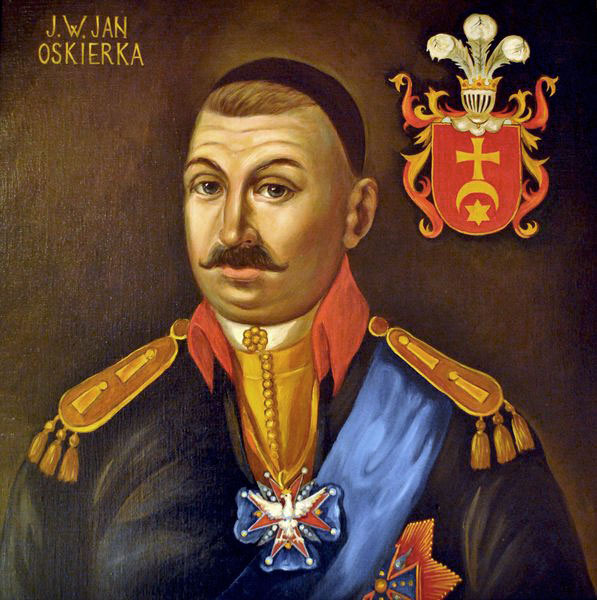
Ян Микола Оскерко

- князь Леон Міхал Радзивілл (1750 — 7.3.1751)
- Кароль Літавор Хрептович[pl] (1759 — ?)
- Марцін Антоній Лянцкоронський-Пашковський (1764—1770)
- Станіслав Лопат-Биковський (1764—1770)
- князь Францішек Ксаверій Огінський[be-tarask] (1772—1776)
- Антоній Дзяконський[be] (16.11.1776 — 1782)
- Ян Микола Оскерко[be] (16.1.1782 — 1790)
- Рафал Міхал Оскерко[be] (1790 —)